# Baldassar
Baldassar (ebr. Belsha'ssar; accadico Bel-shar-ussur; in latino Baltassar; fl. VI secolo a.C.) è stato un principe dell'impero neo-babilonese, che governò quale reggente del padre, il re Nabonide, tra il 552 a.C. e il 543 a.C.
Baldassar è anche un personaggio biblico, apparendo come ultimo re di Babilonia, secondo il resoconto biblico del capitolo 5 del libro di Daniele, prima della conquista persiana. È famoso per il banchetto profanatore del vasellame sacro del tempio di Gerusalemme durante il quale apparve una mano che scriveva sul muro la condanna e la fine di Babilonia e del suo regno.

## Nel racconto biblico
Nel libro di Daniele Baldassar viene presentato come "figlio di Nabucodonosor", il re babilonese che aveva conquistato Gerusalemme e distrutto il regno di Giuda, i cui abitanti furono deportati in Mesopotamia (Esilio babilonese). Alla fine della guerra era stato anche raso al suolo e depredato il Tempio di Salomone. Il nuovo re Baldassar dunque, nel corso di un banchetto, inebriato dal vino, dà l'ordine di far portare il vasellame sottratto dal Tempio per usarlo per mangiare e brindare alla gloria dei suoi dei. All'improvviso compare una mano priva di corpo, che scrive sulla parete delle parole enigmatiche e poi si dissolve. Il messaggio recita "mene mene tekel u-parsin" (ebraico: מנא ,מנא, תקל, ופרסין). Baldassar, spaventato, ordina ai profeti e sapienti della sua corte di spiegargliene il significato, promettendo a chi ne sarà in grado di rivestirlo di porpora, ricoprirlo di oro e farne il "terzo uomo del regno". Nessuno riesce nell'intento, fino a quando la madre di Baldassar gli suggerisce di convocare l'esule ebreo Daniele, il quale si era distinto per saggezza già durante il regno del predecessore. Daniele spiega che il messaggio proviene direttamente da Dio, sdegnato per il comportamento sacrilego e l'idolatria di Baldassar, e gli annuncia che i giorni del suo regno sono contati, che lui è stato giudicato e che il regno di Babilonia sarà spartito tra Medi e Persiani. Baldassar mantiene la parola data e ricompensa Daniele. Quella stessa notte il re finisce ucciso e, come predetto da Daniele, Babilonia viene conquistata da Dario, re dei Medi e dei Persiani.
L'interpretazione del messaggio lasciato dalla mano al banchetto di Baldassar è tutt'oggi discussa, ma sembra vada intesa come un gioco di parole in lingua accadica, tradotto in ebraico. Le parole indicano delle unità di misura e valute diffuse nell'antico Medio Oriente: "mene" sta per mina, "tekel" per siclo, "peres" (da "u-parsin") sta per "mezza mina", da qui l'interpretazione offerta da Daniele: "contati (i giorni di Baldassar), pesato (il valore di Baldassar), diviso (il suo regno, tra Medi e Persiani)". "U-parsin" potrebbe anche voler alludere a "Persia".

## Storicità
La reale esistenza e la regalità di Baldassar sono state ampiamente contestate dalla critica razionalista dei secoli scorsi soprattutto a causa di alcune affermazioni ritenute errate del Libro di Daniele (fino alle ricerche archeologiche degli anni venti unica fonte di notizie) che afferma il fatto che fosse Re di Babilonia e figlio di Nabucodonosor.

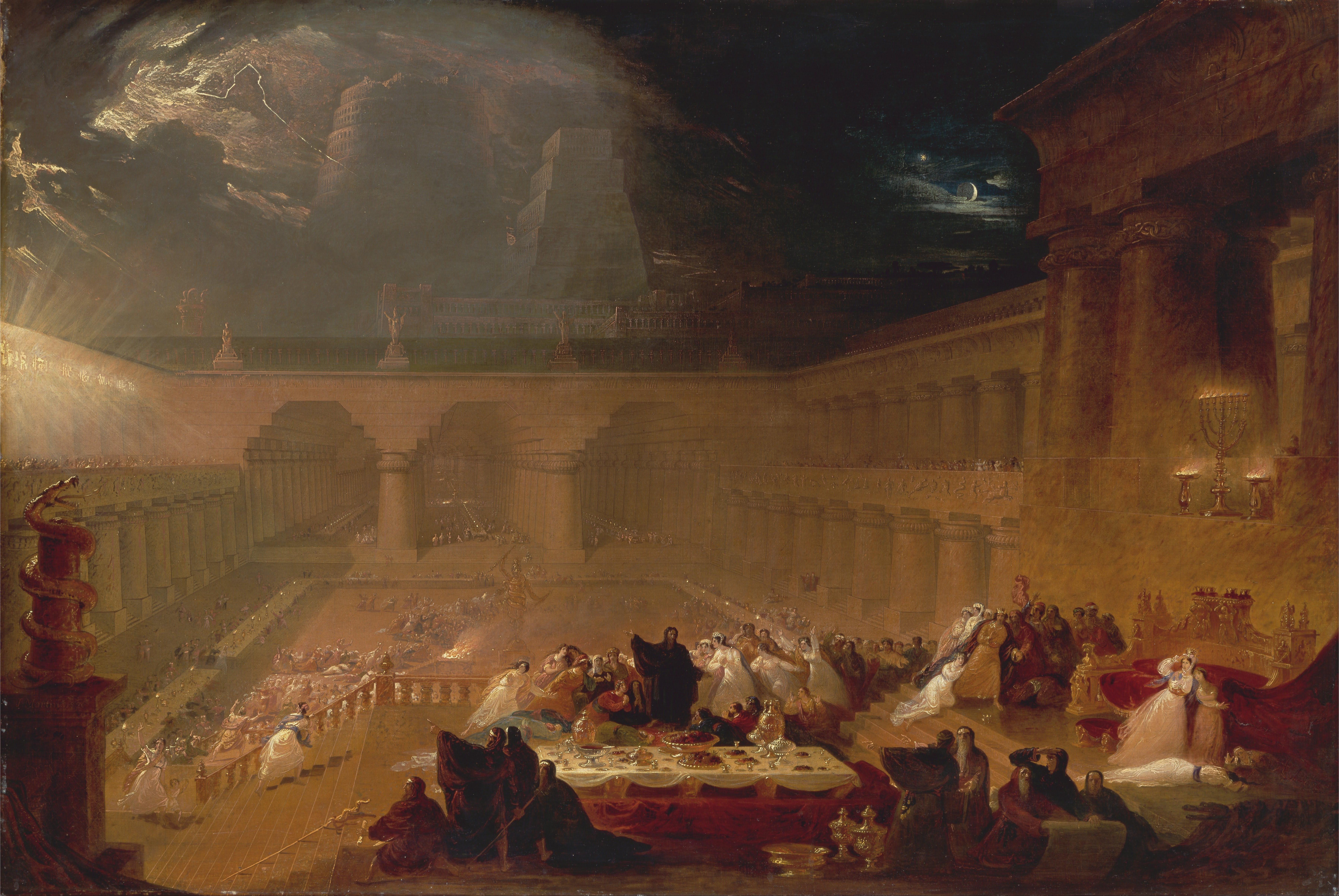
La festa di Baldassar, di John Martin

Studi più recenti hanno potuto dare una certa luce alla figura di Baldassar facendola uscire dal mito in cui era avvolta. La cronologia della dinastia Caldea è stata ricostruita alla luce dei documenti e dei ritrovamenti archeologici: questi indicano i tre successori di Nabucodonosor dopo la sua morte avvenuta nel 562 a.C. in Anvil-Marduk, Nargal-Shar-Usur, Labashi-Marduk; quest'ultimo avrebbe perso il trono usurpato da Nabonide (Nabu-na'id) che non apparteneva alla dinastia ma proveniva probabilmente dal nord del regno.
Dai documenti via via tradotti si intravede il fatto che Nabonide fosse autore di stranezze religiose alterando notevolmente la tradizione fino al punto di stabilirsi per svariati anni nell'Oasi di Teima, nel nord dell'Arabia lasciando il governo di Babilonia proprio a Bel-Shar-Usur (Baldassar), la cui madre era figlia di Nabucodonosor (da cui l'epiteto di figlio secondo l'uso semitico)  che quindi sarebbe stato co-reggente. Questa ricostruzione spiegherebbe perché il libro di Daniele riporta la promessa da questi fatta a Daniele di costituirlo terzo del regno (e non secondo) se questi avesse interpretato le parole della scritta sul muro.
Dai racconti di Berosso, babilonese e sacerdote di Marduk, è possibile intravedere anche l'ostilità della classe sacerdotale nei riguardi di Nabonide, il re del periodo in oggetto fino alla caduta di Babilonia, colpevole proprio di avere abbandonato la città, di non aver più celebrato la Festa del Nuovo anno e la famosa processione di Babilonia, di avere introdotto divinità estranee al culto babilonese e di aver trasferito il suo interesse a Teima facendone la sua dimora, secondo alcuni, per sedici anni. Il re Nabonide stesso si vanta, nel documento cuneiforme denominato Iscrizione di Nabonide di essere un restauratore di Templi e di culti, associandosi idealmente a quanto fatto in passato a Babilonia da Nabucodonosor II.